# Trinidad, Paraguay
Trinidad este un oraș din departamentul Itapúa, Paraguay.